# Jakowicze
Jakowicze (ukr. Яковичі) – wieś położona na Ukrainie, w rejonie włodzimierskim, w obwodzie wołyńskim, w 2001 r. liczyła 190 mieszkańców.